# Sochi Adventure Park
Het Sochi Adventure Park is een pretpark in de Russische stad Sotsji. Het park bevindt zich in het Olympisch Park Sotsji en is gebouwd ter ere van de Olympische Winterspelen 2014 die in Sotsji werden gehouden. De opening van het themapark en hotel is echter uitgesteld omdat de bouwwerkzaamheden niet afgerond zijn.

## Bouw
Tegelijk met de bouw van de verschillende accommodaties voor de Olympische Winterspelen 2014 werd er begonnen met de bouw voor het pretpark ter ere van de spelen. Vanaf 2007 worden verschillende attracties, faciliteiten en hotels gebouwd zodat het park eind 2013 geopend kon worden. De totale kosten voor de bouw van het pretpark zijn begroot op 300 miljoen euro. Er wordt onder andere gewerkt aan een hotel in de vorm van een groot kasteel, drie verschillende achtbanen en verschillende andere attracties.

## Opzet
Het park zal uit vijf verschillende delen bestaan. Alle delen hebben hun eigen thema gekregen. In vier van de vijf delen bevinden zich daadwerkelijk attracties. Het vijfde deel, Eco Village, is een plek waar de bezoekers eten en drinken kunnen krijgen.
- In Gate of Fire zijn de eerdere Olympische Spelen het thema
- In Enchanted Forrest zijn Russische sprookjes het thema
- In Bogatyr's Land zijn Russische literaire helden het thema
- In Science Fiction City zijn buitenaardse fantasieën het thema
- In Eco Village kunnen bezoekers ecologisch verantwoord eten en drinken

### Achtbanen
Er worden drie achtbanen in het pretpark gebouwd. Twee van de achtbanen worden door het Duitse MACK Rides geproduceerd. De eerste van de twee achtbanen wordt een kloon van de Blue Fire Megacoaster in Europa-Park. De tweede achtbaan van MACK zal een wildemuis-achtbaan worden. De derde achtbaan wordt gebouwd door Vekoma. Het Nederlandse bedrijf zal voor het pretpark een Giant Inverted Boomerang produceren.

### Overige attracties
Naast de drie achtbanen zijn er ook attracties als een dubbele vrije val. De door S&S Worldwide gemaakte attractie zal op de top een ornament van vuur hebben. Andere attracties zijn een darkride, theekopjes en een 5D Bioscoop. Ook komt er een show met lasershow met water en vuur effecten en is er een schietbaan en vogelshow.